# Ernia diaframmatica

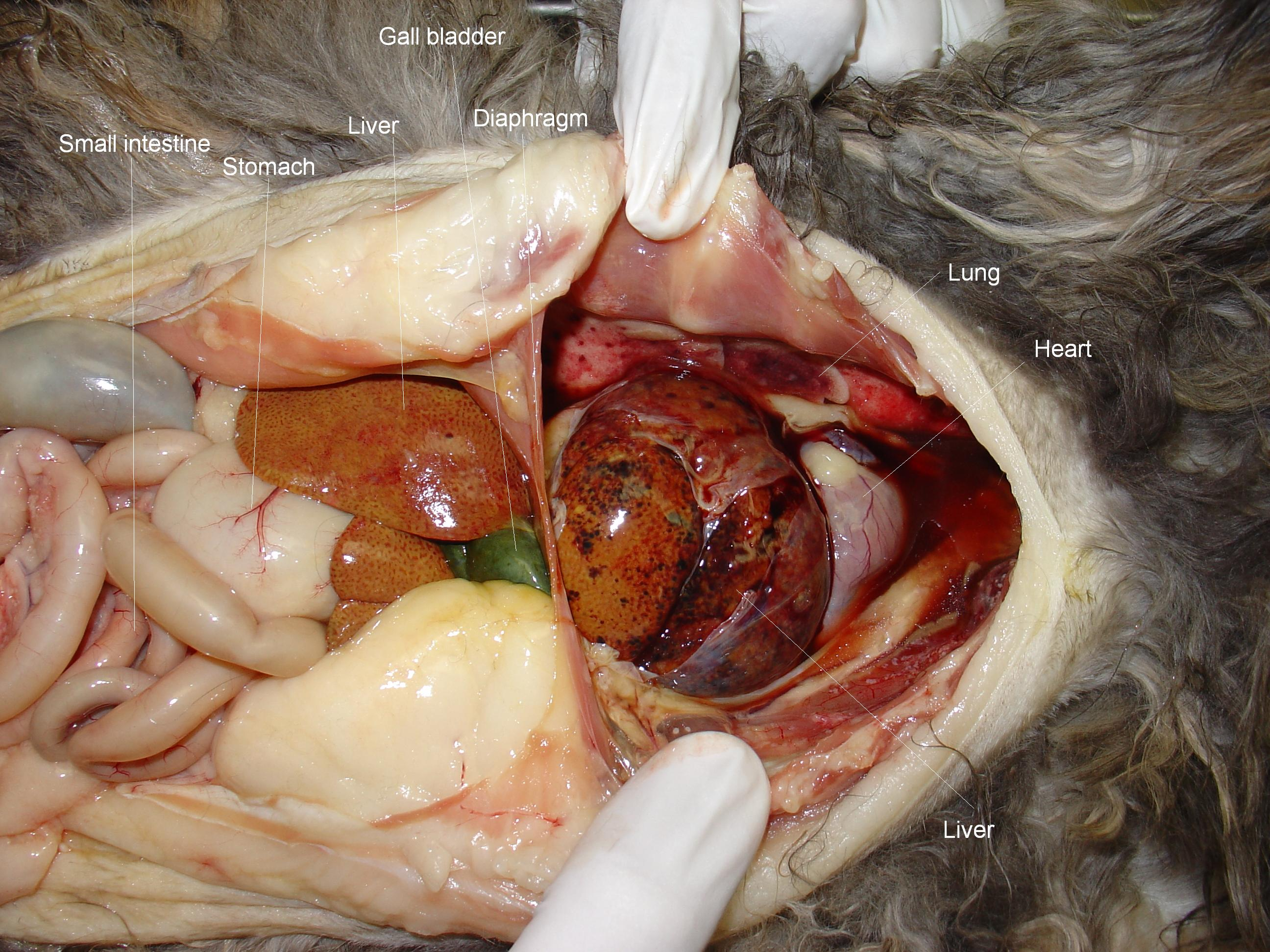
Ernia diaframmatica in un gatto

L'ernia diaframmatica è una particolare forma di ernia caratterizzata dalla fuoriuscita di uno o più visceri dalla cavità addominale all'indirizzo della cavità toracica, attraverso il diaframma.
La patologia è piuttosto comune ma di ardua diagnosi. Sono numerosi gli orifizi che possono causare il manifestarsi di un'ernia; quello che ne è più soggetto è l'orifizio dell'esofago (iato).
Le ernia del diaframma si distinguono in congenite ed acquisite.
Le ernie congenite sono dovute alla persistenza del canale pleuro-peritoneale per mancato sviluppo dei pilastri di Uskow o per difettosa fusione di essi con gli altri abbozzi. Tra di esse distinguiamo:
- Ernie di Bochdalek (o postero-laterali)
- Ernie di Morgagni - Larrey (antero-laterale): generalmente provviste di sacco peritoneale.

Le ernie acquisite sono dovute alla dislocazione in torace di visceri addominali, attraverso fori o passaggi normalmente presenti nel diaframma. Tali ernie possono essere classificate, in base alla frequenza come:
- Ernie eccezionali: dello iato aortico o del forame della vena cava inferiore.
- Ernie iatali (ovvero dello iato esofageo), a loro volta divise in ernie iatali di I tipo (brachiesofago) - II tipo (rotolamento) - III tipo (scivolamento)

Esistono inoltre le ernie traumatiche, dovute al passaggio diretto di visceri addominali in cavità toracica attraverso una soluzione di continuo prodottasi nel diaframma, secondariamente ad un evento traumatico.

## Forme congenite

### Ernia di Bochdalek
L'ernia di Bochdalek è molto più frequente rispetto a quella di Morgagni. Occasionalmente la patologia viene già intravista con un'ecografia prenatale del secondo trimestre. Alla nascita, il neonato si presenta tipicamente con una sindrome da distress respiratorio e una mancanza sia di movimenti toracici che di rumori respiratori all'auscultazione. La diagnosi viene poi confermata con un esame radiologico del torace, il quale mostra la presenza intratoracica di organi addominali quali lo stomaco e l'intestino. A livello terapeutico si stabilizza inizialmente il neonato con un'intubazione, una sonda gastrica e lo si posiziona sulla fianco patologico (in maniera da proteggere la parte sana dalla pressione esercitata dagli organi erniati). La correzione chirurgica deve avvenire il prima possibile.

### Ernia di Morgagni
L'ernia di Morgagni è una delle due forme di ernia diaframmatica congenita. È anche detta ernia diaframmatica anteriore e si forma attraverso una soluzione di continuo che normalmente è presente tra i fasci muscolari sterno-diaframmatici e costo-diaframmatici.